# Leonardo Demétrio
Leonardo Demétrio (Curitiba, 24 marzo 1994) è un cestista brasiliano con cittadinanza italiana.

## Palmarès
- Campionato brasiliano: 1

Flamengo: 2020-21
- Campionato carioca: 1

Flamengo: 2020
- LEB: 1

Breogán: 2017-18
- Copa Princesa de Asturias: 1

Breogán: 2018